# TV Cultura
TV Cultura est un réseau de télévision public brésilien. 
Réseau de stations de télévision publiques mais aussi commerciales à caractère éducatif et culturel, TV Cultura a été fondée le 20 septembre 1960 par Diários Associados (pt) puis appartenant depuis le 15 juin 1969 à la Fondation Padre Anchieta (pt) La production de programmes de télévision dans la catégorie éducative sont diffusés vers tous les Brésiliens par satellite ainsi qu'au travers de ses filiales et de ses relais dans les différentes régions du Brésil.
Elle est maintenue par la Fondation Padre Anchieta (pt), une fondation à but non lucratif qui reçoit des fonds publics par le gouvernement de l'État de São Paulo (dont la capitale héberge le siège social), et privés, grâce à la publicité, les dons et le soutien du patrimoine culturel et donations de grandes sociétés.
TV Cultura est membre associé de l'UER.

## Histoire
TV Cultura a débuté le 20 septembre 1960.

## Programmes
- Viva Pitágoras est la version brésilienne de Pythagora Switch

## TV Cultura HD
Le canal ouvert à Sao Paulo le numéro 24 dans le numérique UHF.

## Liaisons externes
- Official Site (pt)
- CMAIS